# Jill Savery
Jill Savery (Fort Lauderdale, 2 de maio de 1972) é uma ex-nadadora sincronizada estadunidense, campeã olímpica.

## Carreira
Jill Savery representou seu país nos Jogos Olímpicos de 1996, ganhando a medalha de ouro por equipes. 